# Svetičko Hrašće
Svetičko Hrašće – wieś w Chorwacji, w żupanii karlowackiej, w mieście Ozalj. W 2011 roku liczyła 127 mieszkańców.